# Așezarea Petruca

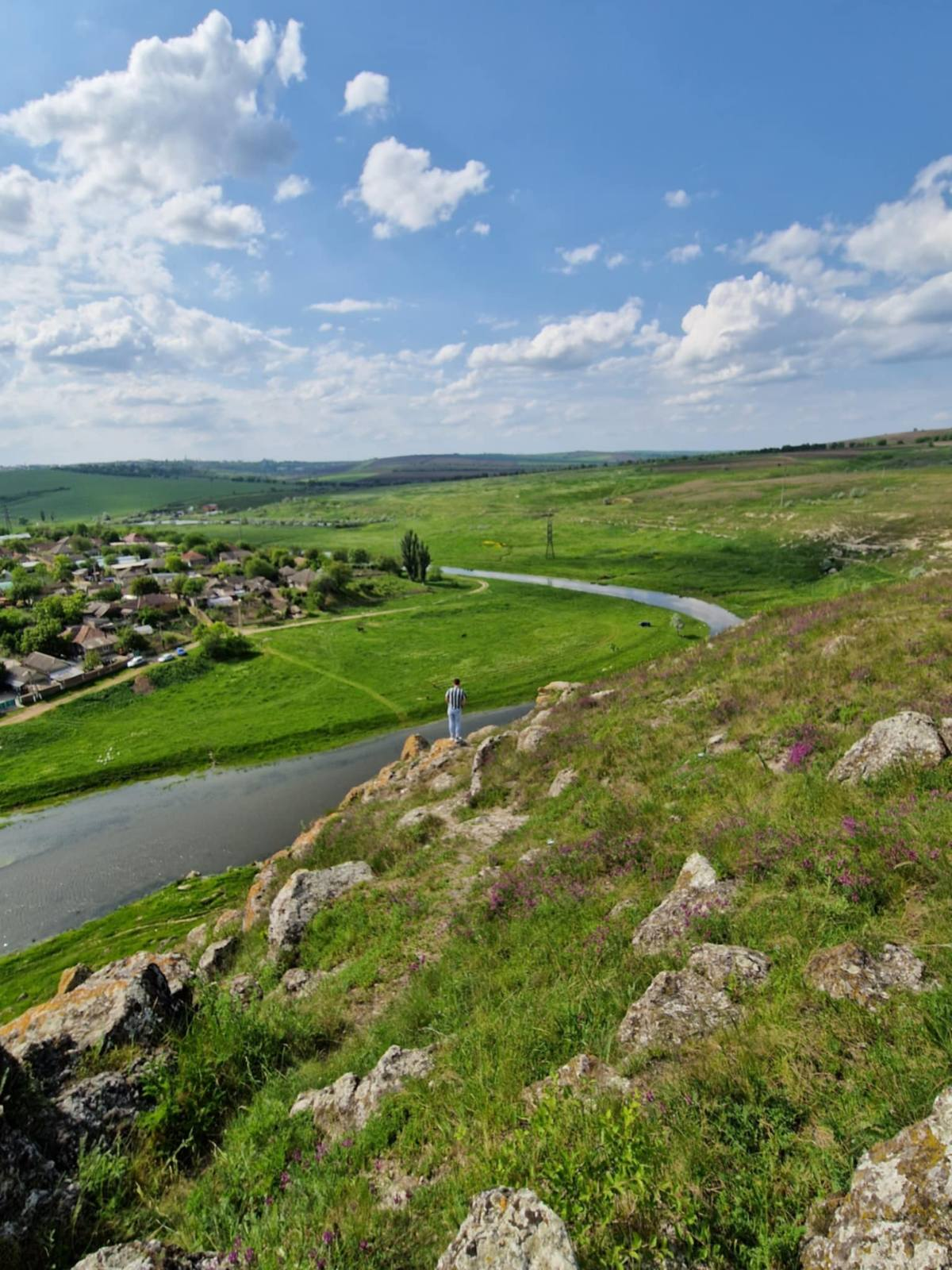

Așezarea Petruca  este situată  în regiunea Codrilor Orheiului, la aproximativ 10 km de orașul Orhei, în Republica Moldova. Aceasta beneficiază de o climă temperată de tranziție, fenomenele meteorolgice de risc fiind relativ frecvente.  Aceasta  beneficia de o locație strategică deosebită, datorită reliefului accidentat și pădurilor dense, care asigurau protecție naturală împotriva invadatorilor. Poziția sa centrală în Moldova medieval, în perioada respectivă, o făcea un punct cheie pentru controlul drumurilor comerciale, facilitând interacțiunile economice și culturale între diverse regiuni. De asemenea, aceasta juca un rol crucial în apărarea regiunii, protejând-o împotriva invaziilor vecine.

## Istorie

### Istoricul cercetării
Așezarea de la Păhărniceni-,,Petruca” a fost descoperită în anul 1957 de către L.L Polevoi.   
În 1958 de P.P Bîrnea a  realizat o secțiune arheologică.   
În 1961-1963 au fost efectutate cercetături, de către Ion Hîncu, descoperind urme materiale de la 15 construcții, 14 din perioada medievală și una din din epoca fierului timpuriu. În același timp, o parte din materialele medievale datate în secolele V-VII au fost incluse într-un studiu monografic al lui Igor Corman. 
În 1988, așezarea de la Păhărniceni-Petruca a fost cercetată prin săpături coordonate de Gheorghe Postică și Valeii Kavruk, sub egida Universității Pedagogice de Stat „Ion Creangă” din Chișinău.

### Cronologia și periodizarea așezării
În cadrul așezării medievale de la Păhărniceni-Petruca" se disting șase etape de locuire, care corespund faciesurilor culturale din zonă: tipul Costișa-Botoșana-Hansca, tipul Lozna-Dodești, tipul Dridu, tipul Brănești, tipul Lozova-Vorniceni  si tipul medieval târziu. 
- Etapa I (secolele V-VII)

Cronologia fazei Costișa-Botoșana-Hansca din secolele V-VII se stabilește pe baza ceramicii și a două piese de inventar care includ o brățară de bronz, specifică secolelor VI-VII, și un vârf de săgeată din fier de tip avar, tipic pentru secolele V-VII.   Există locuința datate în secolele V-VI. de asemenea ceramică lucrată manual, inclusiv oale-borcane de tip Penkovka și ceramică grosieră cu suprafața neregulată zgrunțuroasă, tipică pentru cultura Costișa-Botoșana-Hansca, datată tradițional în limitele secolelor V-VII. 
Altele, datate în secolul V sau V-VI, conțin ceramică medievală timpurie (ceramică cenusie lustruită si rosie zgrunțuroasă de tip Sântana de Mureș-Cerneahov, ceramică lucrată manual cu suprafața netedă și suprafața zgrunțuroasă tipică pentru perioada antică târzie).
- Etapa a II-a ( secolele VIII-IX)

Etapa a II-a ( secolele VIII-IX) 
Cronologia complexelor arheologice din orizontul medieval se bazează  pe două categorii de ceramică și un caz de suprapunere stratigrafică.  Locuințele  au fost datate între secolele VIll-X pe baza ceramicii grosiere lucrate manual, tipică pentru siturile Lozna-Dodești și Luka Raikovețkaia, datate în secolele VII-IX și a ceramicii lucrată la roată, tipică penttru perioada faza culturii Dridu din secolele X-XI. 
- Etapa  III-V (secolele X-XII)

Cronologia complexelor arheologice din secolele X-XIV se bazează pe ceramică lucrată la roată și artefacte cu datări specifice, deși nu există materiale ceramice distincte pentru anumite segmente temporale. Cronologia relativă a complexelor este stabilită pe baza ceramicii, lucrată la roată, datată între secolele X și prima jumătate a secolului XIV.  Cronologia  locuințelor   este datată în a doua jumătate a secolului XI și prima jumătate a secolului XII,  pe baza corelării unor artefacte, inclusiv ceramică de epocă și un amnar din fier datat în secolele X-XI.  
De asemenea, au fost descoperite un inel argintat din bronz (secolele X-XIII), două fusaiole din șist roz (a doua jumătate a secolului XI - prima jumătate a secolului XII), și o săgeată din fier, răspândită în secolul IX - prima jumătate a secolului XI.   

Cronologia locuințelor, datate între sfârșitul secolului XII și prima jumătate a secolului XIII, se bazează pe o varietate de artefacte, inclusiv ceramică, două chei din fier, datate în anii 1190-1410 și o brățară din sticlă violetă. De exemplu, cele datate în secolele X-XII, sunt determinate prin corelarea ceramicii de epocă cu o aplică din argint și bronz, iar datele pentru orizonturile culturale din secolele X-XIV sunt susținute de diverse piese de inventar descoperite în stratul cultural al așezării.

## Relațiile comerciale
Așezarea de la Păhărniceni beneficia de o poziție strategică pe malul râului Răut, care era legat de fluviul Nistru, facilitând astfel relațiile comerciale cu diverse regiuni externe.
Materiale arheologice ca dovezi ale comerțului:
Dinspre lumea bizantină (sec. VIII-XIII):
- Amfore pentru ulei sau vin, gura recipientului fiind largă, cu buza ușor rotunjită, iar gâtul se lărgește spre deschiderea acestuia.
- Vase fine cenușii, care sugerează influențe sau schimburi comerciale cu lumea bizantină.
- Bijuterii, semn al schimburilor comerciale și al influențelor externe.

Din zonele meșteșugărești din Alcedar-Echimăuți (sec. X-XII):
- Piese din fier (lăcăți, chei), reflectând producția locală și comerțul cu obiecte de uz casnic.
- Fusaiole din șist, utilizate pentru țesut, indicând activități economice tradiționale.
- Ceramică zgrunțuroasă de bucătărie, caracteristică pentru utilizarea zilnică și comercializarea produselor de uz gospodăresc.

Din orașul Hoardei de Aur de la Orheiul Vechi (sec. XIV):
- Ceramică zgrunțuroasă de bucătărie, caracteristică pentru utilizarea zilnică și comercializarea produselor de uz gospodăresc.

## Societate
Locuințe
Săpăturile arheologice au evidențiat două tipuri principale de locuințe:
Locuințe de suprafață: 
Au fost o excepție pentru perioada medievală timpurie. Aceste locuințe erau alcătuiți din sol cenușiu amestecat cu pigmenți de lut ars și cărbune. În partea de sud a locuinței se afla un cuptor din piatră, orientat spre est.
Locuințe adâncite: 
Au fost identificate 12 construcții, datând din perioade diferite: 2 din secolele V-VII, 5 din secolele VIII-IX și 5 din secolele X-XIII, descoperite la adâncimi între 0,40-0,80 m. Majoritatea acestor locuințe aveau formă rectangulară, cu un raport al laturilor între 1:1 și 1:1,15, iar în cazul uneia, raportul a fost de 1:1,20., fapt care încadrează construcțiile respective în grupul așa ziselor-locuințe pătrate.  O singură locuință (nr. 33) avea o formă trapezoidală neregulată, cu raportul laturilor de 1:1,10. 
Clasificarea locuințelor adâncite:
- Locuințe mici: Suprafață de 5-7,13 m².
- Locuințe medii: Suprafață de 9-18,5 m².
- Locuințe mari: Suprafață de 23-30 m².

Pereții și construcțiile de foc:
Materiale utilizate pentru pereți:
- Lespezi de piatră sau lemn, uneori combinate cu lut și alte materiale organice.
- Locuințele cu pereți de lemn aveau tehnici germane sau slave.

Construcții de foc:
- Cuptoarele de piatră  constituie cel mai frecvent tip de sistem de încălzire întâlnit în așezările medievale. În total, au fost identificate 11 cuptoare de piatră (61%) în locuințele adâncite.
- În total, au fost identificate 6 vetre deschise în 5 locuințe adâncite, dintre care 4 erau asociate cu cuptoare de piatră, iar una era utilizată ca sistem de încălzire unic

### Meșteșugurile și ocupațiile casnice
- Prelucrarea pietrei:

Piatra era folosită în principal pentru amenajarea cuptoarelor și vetrelor. Materialele folosite erau blocuri de piatră neprelucrată, fără utilizarea mortarului.
- Prelucrarea osului:

Osul era folosit pentru diverse unelte și obiecte decorative, cum ar fi ace, amulete și ornamente.
Prelucrarea acestuia implica tehnici rudimentare, iar unele fragmente arată urme de tăieturi și șlefuire.
- Pielăria:

Era o activitate secundară, legată de confecționarea încălțămintei, curelelor și altor obiecte din piele.
Instrumentele utilizate includeau perforatoare din os și dinți de cerb.
- Prelucrarea textilă:

Existau dovezi de tors și țesut al fibrelor de cânepă sau lână, folosind fusuri și greutăți de lut.
Tuburi de os și alte unelte indică prezența tehnicilor tradiționale de țesut.
- Metalurgia fierului:

În așezare au fost identificate instalații pentru prelucrarea fierului, inclusiv trei furnale de reducere a minereului.
S-au descoperit piese precum cuțite, ținte și alte obiecte din fier, confirmând utilizarea metalurgiei în scopuri casnice.

### Credințele religioase ale locuitorilor
Creștinismul

Există dovezi că locuitorii așezării practicau creștinismul, în special prin semnele crucii.
Semne de cruce incizate pe materiale ceramice și piatră de șist:
- O cruce pe o tavă din lut ars (sec. IX-X). Crucea a fost incizată până la arderea materialului, ceea ce sugerează o practică de semn religios aplicat pe un obiect folosit în viața cotidiană.
- O cruce pe o fusaiole din șist (sec. XI-XII). Fusaioara este un obiect legat de țesut, ceea ce sugerează că simbolul creștin a fost aplicat pe un instrument folosit în activitățile zilnice.

Obiceiuri păgâne
Practici păgâne străvechi sunt evidente prin adaosuri de boabe de mălai de mei și grâu în lutul utilizat pentru discuri și tăvi pentru coacerea pâinii, simbolizând belșugul familiei și protecția casei.
Exempele includ:
- Discul ceramic (sec. V-VII) cu amprente de mălai de mei.
- Tava cu semnul crucii (sec. IX-X) conținând amprente de grâu.

### Elementele de port și obiectele de podoabă
Vestimentația
Materialele arheologice indică un port modest, cu câteva piese vestimentare:o cataramă din os, folosită pentru centură,
încălțăminte tip ciubote cu botul ascuțit.
Obiectele de podoabă
Descoperirile din așezarea de la Păhărniceni sunt destul de modeste și includ 17 obiecte, grupate în 7 categorii:cercei, mărgele, inele, salbe, brățări, pandative, aplici.
Materialele din care sunt lucrate aceste obiecte includ:
- Argint: o aplică circulară, un inel.
- Bronz: un pandantiv călăreț, trei brățări.
- Aramă: un pandantiv, doi cercei, o salbă tip torques.
- Sticlă: o brățară, 4 mărgele.
- Lut ars: 2 mărgele.

### Unelte
Număr total de unelte: 242 piese de inventar, din care 212 sunt unelte, împărțite în mai multe categorii.
Unelte de uz casnic (68 piese):
Folosință:
- Aprinderea focului: Amnar din fier
- Tăierea produselor alimentare și nealimentare: 49 de cuțite din fier
- Înmănușarea cuțitelor: Măner din corn
- Ascuițirea cuțitelor: 5 cute din șist și 3 din gresie
- Lacăte: 4 chei din fier (secolele XII-XIV)
- Prinderea găleților de lemn: Toartă și urechiușe din fier

Unelte pentru lucrat textile (87 piese):
Folosință:
- Prelucrarea cânepii: Dinte de fier de la ragilă.
- Prelucrarea cânepii: Dinte de fier de la ragilă.
- Torsul firelor textile: 80 de fusaiole din lut ars.
- Urzeala firelor: Tuburi din os pentru războiul orizontal  și greutate din lut ars pentru războiul vertical.

Unelte de pielărie (19 piese):
Folosință: 
Străpungători din os pentru cojocărie.
Unelte pentru lucrări agricole (4 piese):
Folosință:
- Lucrarea pământului:două săpăligi din corn
- Cosirea grânelor și ierburilor: o coasă din fier

### Ceramica medievală
Ceramica secolelor III-VI: 12 tipuri identificate, dintre care:
- Ceramică cenușie lustruită (secolele III-V/VI): Specifică pentru cultura Sântana de Mureș-Cerneahov. Apare rar în contextul medieval timpuriu (1.5% din total).
- Ceramică roșie zgrunțuroasă (secolele III-V/VI): De asemenea, tipică pentru Sântana de Mureș-Cerneahov, dar constituită într-un procent de 7.7%.
- Ceramică grosieră zgrunțuroasă (secolele V-VII): Specifică pentru cultura carpato-dunăreană, este predominantă în așezare, cu 53.9% din totalul fragmentelor.
- Ceramică fină cenușie lustruită (secolele VIII-XI): Rară, doar 2 fragmente găsite (excepție).
- Amfore bizantine (secolele VIII-XIII): 104 fragmente, constituind 0.4% din totalul ceramicii medievale.

## Împrejurimi
Așezarea face parte din grupul teritorial al așezărilor medievale timpurii din regiunea Codrilor Orheiului.

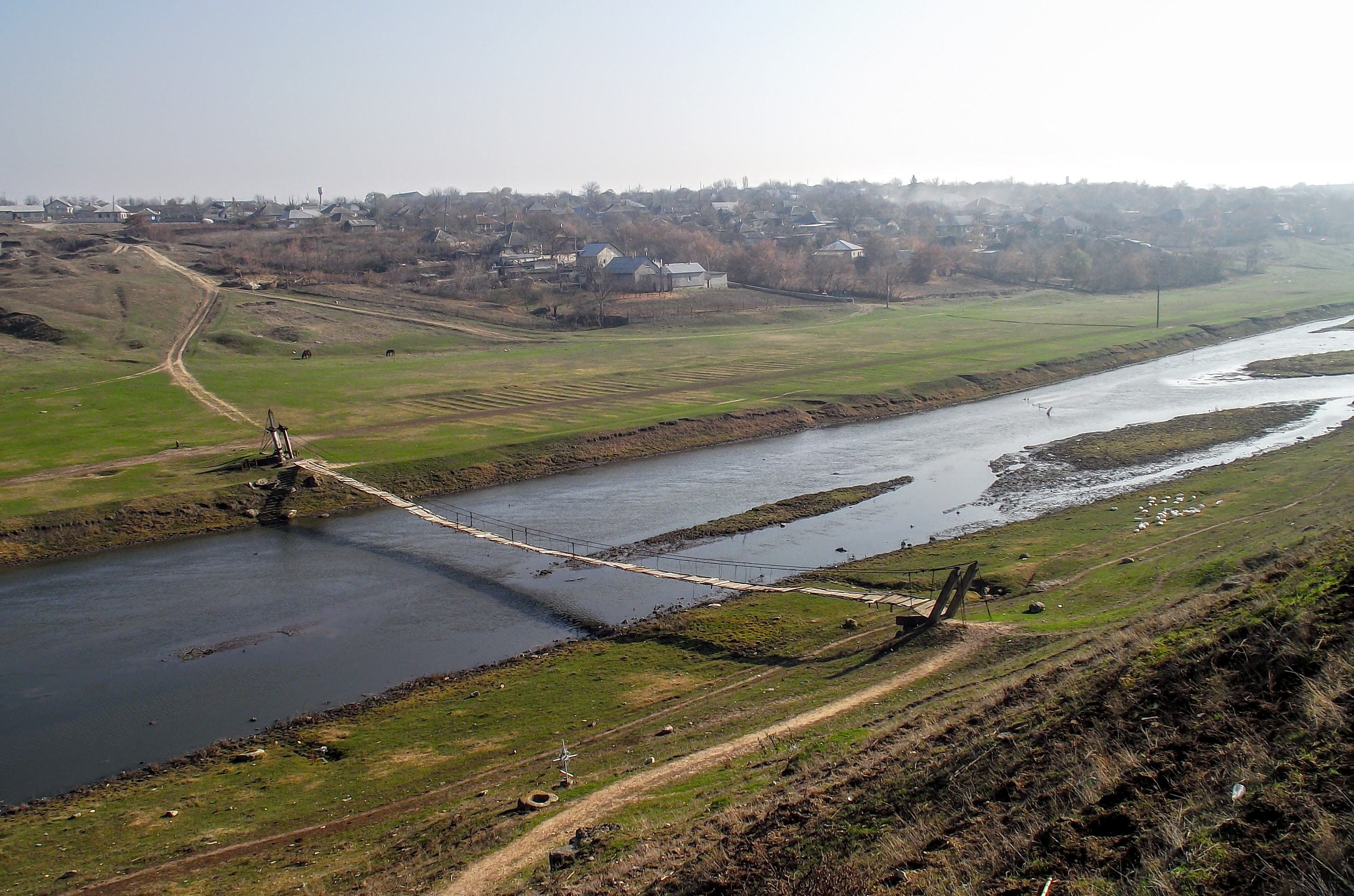
Așezare geografică

În 2021, în această regiune erau cunoscute 41 de situri arheologice, dintre care 80,5% aveau multiple niveluri de locuire medievală timpurie, indicând o continuitate a vieții în zonă.
Așezarea de la Păhărniceni are un rol central în acest grup.
Distribuția așezărilor medievale timpurii în Codrii Orheiului
- Majoritatea așezărilor sunt amplasate în văile afluenților râului Răut și ale altor cursuri de apă, iar Păhărniceni se află într-o zonă retrasă, la 3,6 km de râul Răut.
- Așezările se grupează în „cuiburi” (grupuri de 2-4 vetre de locuit) și în locații singulare, reflectând structuri complexe de locuire.